# Collegio uninominale Sicilia 1 - 06 (2017)
Il collegio elettorale uninominale Sicilia 1 - 06 è stato un collegio elettorale uninominale della Repubblica Italiana per l'elezione della Camera dei deputati tra il 2017 ed il 2022.

## Territorio
Come previsto dalla legge elettorale italiana del 2017, il collegio era stato definito tramite decreto legislativo all'interno della circoscrizione Sicilia 1.
Era formato dal territorio di 42 comuni: Alia, Altofonte, Balestrate, Baucina, Belmonte Mezzagno, Bisacquino, Bolognetta, Borgetto, Campofelice di Fitalia, Campofiorito, Camporeale, Carini, Castronovo di Sicilia, Cefalà Diana, Chiusa Sclafani, Ciminna, Cinisi, Contessa Entellina, Corleone, Giardinello, Giuliana, Godrano, Lercara Friddi, Marineo, Mezzojuso, Misilmeri, Monreale, Montelepre, Palazzo Adriano, Partinico, Piana degli Albanesi, Prizzi, Roccamena, Roccapalumba, San Cipirello, San Giuseppe Jato, Santa Cristina Gela, Terrasini, Trappeto, Ventimiglia di Sicilia, Vicari e Villafrati.
Il collegio era quindi interamente compreso nella città metropolitana di Palermo.
Il collegio ea aparte del collegio plurinominale Sicilia 1 - 02.

## Eletti
| Elezione | Elezione | Deputato           | Partito            |
| -------- | -------- | ------------------ | ------------------ |
|          | 2018     | Giuseppe Chiazzese | Movimento 5 Stelle |

## Dati elettorali

### XVIII legislatura
Come previsto dalla legge elettorale, 232 deputati erano eletti con sistema a maggioranza relativa in altrettanti collegi uninominali a turno unico.
| Candidati              | Candidati                    | Voti    | %     | Liste                    | Voti    | %     |
| ---------------------- | ---------------------------- | ------- | ----- | ------------------------ | ------- | ----- |
|                        | Giuseppe Chiazzese ✔️ Eletto | 70 112  | 46,81 | Movimento 5 Stelle       | 70 112  | 46,81 |
|                        | Francesco Saverio Romano     | 56 773  | 37,91 | Forza Italia             | 36 864  | 24,61 |
| Lega                   | Francesco Saverio Romano     | 56 773  | 37,91 | 7 892                    | 5,27    |       |
| Noi con l'Italia - UDC | Francesco Saverio Romano     | 56 773  | 37,91 | 6 912                    | 4,61    |       |
| Fratelli d'Italia      | Francesco Saverio Romano     | 56 773  | 37,91 | 5 105                    | 3,41    |       |
|                        | Salvatore Lo Giudice         | 13 867  | 9,26  | Partito Democratico      | 12 089  | 8,07  |
| +Europa                | Salvatore Lo Giudice         | 13 867  | 9,26  | 1 167                    | 0,78    |       |
| Italia Europa Insieme  | Salvatore Lo Giudice         | 13 867  | 9,26  | 352                      | 0,24    |       |
| Civica Popolare        | Salvatore Lo Giudice         | 13 867  | 9,26  | 259                      | 0,17    |       |
|                        | Serafino La Corte            | 3 827   | 2,56  | Liberi e Uguali          | 3 827   | 2,56  |
|                        | Fabio Ferranti               | 2 696   | 1,80  | Il Popolo della Famiglia | 2 696   | 1,80  |
|                        | Francesca Tumminello         | 907     | 0,61  | Potere al Popolo!        | 907     | 0,61  |
|                        | Ignazio Gendusa              | 767     | 0,51  | Italia agli Italiani     | 767     | 0,51  |
|                        | Caterina Cerra               | 482     | 0,32  | CasaPound                | 482     | 0,32  |
|                        | Daniele Urso                 | 343     | 0,23  | Partito Comunista        | 343     | 0,23  |
| Totale                 | Totale                       | 149 774 | 100   |                          | 149 774 | 100   |
|                        |                              |         |       |                          |         |       |
| Voti non validi        | Voti non validi              | 5 892   | 3,79  |                          |         |       |
| Votanti                | Votanti                      | 155 666 | 62,37 |                          |         |       |
| Elettori               | Elettori                     | 249 588 |       |                          |         |       |